# اولگا هپناروا
اولگا هپناروا (انگلیسی: Olga Hepnarová؛ ۳۰ ژوئن ۱۹۵۱ – ۱۲ مارس ۱۹۷۵) اهل جمهوری چک بود.
او در ۱۰ ژوئیه ۱۹۷۳، هشت نفر را در پراگ با کامیون زیرگرفت و کشت. بعد از این اتفاق او به اعدام محکوم شد، او آخرین زنی بود که در چکسلواکی اعدام شد.

## فیلم
فیلم من، اولگا هپناروا دربارهٔ زندگی او ساخته شده‌است.